# Mil Mi-8
Mil Mi-8 (Ruski: Ми-8, NATO naziv "Hip") je transportni helikopter sovjetske proizvodnje. Peterokraki rotor pokreću dva turbo-osovinska motora. Prvi prototip s jednim motorom uzletjeo je 9. srpnja 1961. godine. Drugi prototip s dva motora prvi let imao je 17. rujna 1962. Nakon nekoliko preinaka helikopter su 1967. pod imenom Mi-8 počele koristiti tadašnje sovjetske zračne snage. Prema Mi-8 izrađene su brojne inačice. 
Mi-8 koristi 50 zemalja uključujući Indiju, Kinu i Iran. Zadnja inačica pod oznakom Mi-8/Mi-17 predstavljena je 1981. godine i opremljena je s dotad najviše naoružanja. Koristi se 20-ak zemalja.

## Inačice
Prototipovi, probni helikopteri
- V-8 – probna inačica s jednim motorom.
- Mi-8 - probna inačica s dva motora.
- Mi-8TG - preinaka na motoru za upotrebu benzina.
- Mi-18 - probna inačica izrađena na konstrukciji Mil Mi-8, s produženim trupom za 0,9 m, ugrađenim uvlačivim stajnim trapom i dodanim kliznim vratima s desne strane helikoptera.

Transportni helikopteri
- Mi-8T – prvi helikopter u masovnoj proizvodnji, mogao je prevoziti 24 vojnika, nositi nenavodeće rakete i sa strane učvršćen mitraljez.
- Mi-8TVK - borbeni helikopter opremljen s dodatno modificiranom konstrukcijom radi smještaja još dva (ukupno šest) nosača za naoružanje. U nos helikoptera ugrađen je pokretni mitraljez od 12,7 mm.
- Mi-8PPA - helikopter za nadgledane sa šest karakterističnih antena u obliku slova „x“. Izrađivan je samo za izvoz.
- Mi-8PS- helikopter za prijenos radio veze i nadgledanje.
- Mi-8SMV –helikopter za zračnu podršku.
- Mi-8VPK – helikopter za vezu s učvršćenim četvrtastim kontejnerima s uređajima na postolje za naoružanje.
- Mi-19 – zračna podrška za vojnu opremu na zemlji (opskrba gorivom).

Ostale vojne inačice
- Mi-8BM – vojni medicinski helikopter
- Mi-8R – helikopter za izviđanje.
- Mi-8K – izviđanje za potrebe topništva.
- Mil Mi-14 - izrađen je za potrebe mornarice.
- Mil Mi-24 - jurišni helikopter.

Civilne inačice
- Mi-8P – putnički helikopter.
- Mi-8S – putnički helikopter za prijevoz VIP putnika.
- Mi-8MPS – helikopter namijenjen za traženje i spašavanje.
- Mi-8MA – helikopter prilagođen za let u polarnim uvjetima.
- Mi-8AT - putnički helikopter s poboljšanim motorima.
- Mi-8ATS – inačica za potrebe poljoprivrede.
- Mi-8TL – helikopter prilagođen za potrebe istrage prilikom zračnih nesreća.

## Tehničke karakteristike (Mi-8MTHip C)
Izvori podataka: Jane's All The World's Aircraft 1993-94, stranica 291
Osnovne karakteristike
- posada: 3 (pilot, kopilot, tehničar letač)
- kapacitet: 

  - 24 putnika
  - 12 ranjenika + 1 sjedalo za pripadnika medicinskog osoblja
  - 3.000 kg tereta unutar kabine i do 5.000 kg na vanjskom teretu
- dužina: 25,24 m
- promjer rotora: 21,29 m
- visina: 5,65 m
- širina trupa: 2,5 m

Letne karakteristike
- najveća brzina: 260 km/h
- dolet: 960 km
  - borbeni dolet: 450 km
- najveća visina leta: 4.500 m
- motor: 2× Klimov TV3-117MT turbo-osovinska motora (motor na Mi-8MT/MTB/MTBK)

## Poveznice
- Mil Mi-17
- Mil Mi-24

## Vanjske poveznice
- Novi Mi-8 AMTŠ-VN (Televizija Zvijezda - službeni kanal)